# IC 3566
IC 3566 је ознака објекта на координатама са ректансцензијом 12h 36m 22,0s и деклинацијом + 11° 9" 54'. Открио га је Ројал Харвуд Фрост, 10. маја 1904. Каснијим посматрањима на том положају није уочен никакав астрономски објекат.